# زدراوتس
زدراوتس (به لاتین: Zdravets) یک منطقهٔ مسکونی در بلغارستان است که در شهرستان آورن واقع شده‌است. زدراوتس ۲۴٫۹۴۷ کیلومتر مربع مساحت و ۳۲۶ نفر جمعیت دارد.